# Kaplica Saint-Jean w Plévin
Kaplica Saint-Jean de Pontmen w Plévin – wzniesiona w 1727 na fundamentach średniowiecznej świątyni, odbudowana w 1885. Od 1964 roku została wpisana do rejestru zabytków.

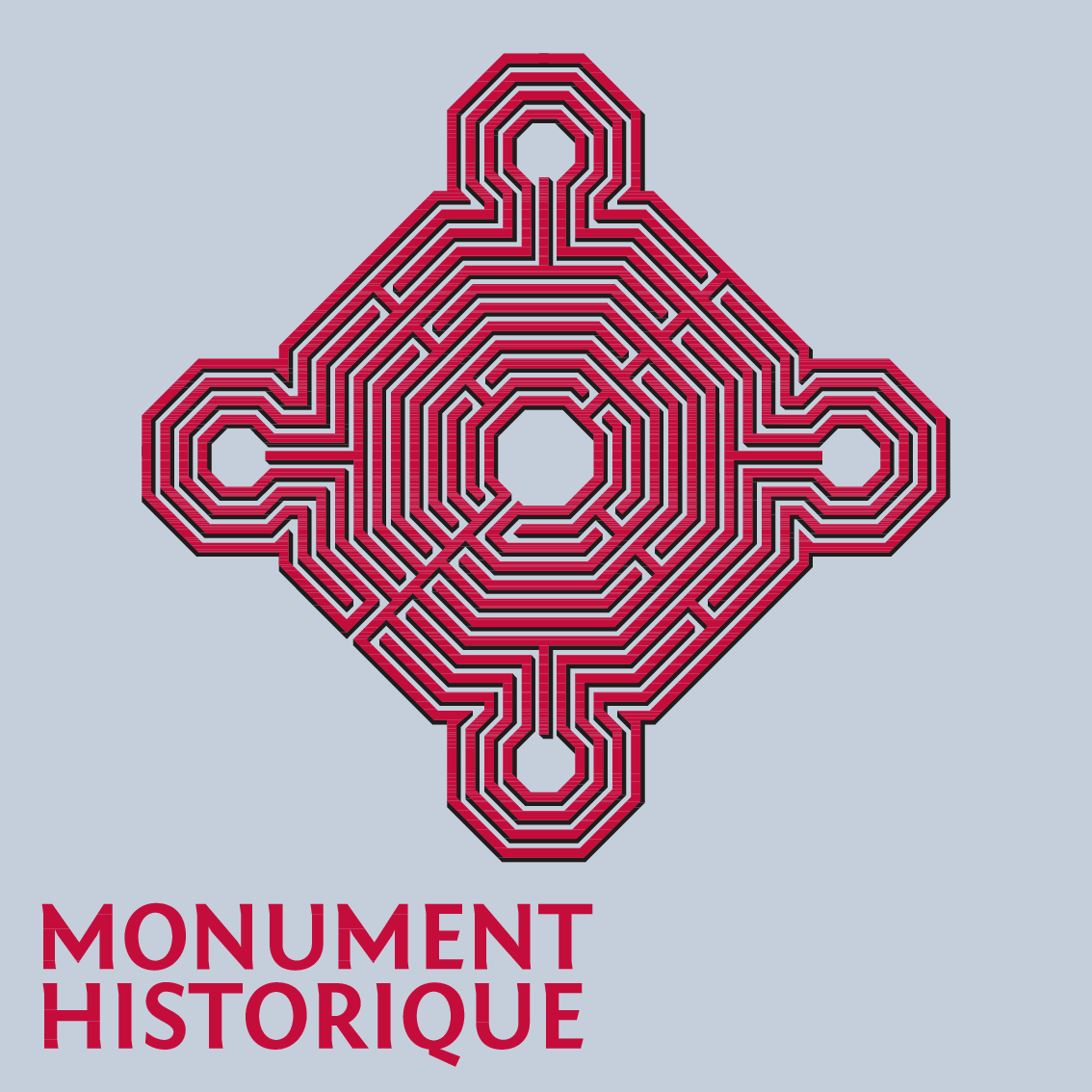
Logo monument historique - 2017

## Lokalizacja
Kaplica jest zlokalizowana jest na terenie Saint-Jean, w miejscowości Plévin, w departamencie Côtes-d’Armor, w regionie Bretania.

## Opis
Kaplica Saint Jean de Pontmen, należała do komandorii templariuszy z Quimper. W pobliżu kaplicy Saint-Jean istniał klasztor, położony prawdopodobnie w pobliżu obecnej osady Kervern. Do tego klasztoru należał zapewne kamienny most, niewątpliwie pochodzenia rzymskiego, który zapewniał jego utrzymanie za opłatą, w pobliżu kaplicy Saint-Jean-Pontmen (po francusku „Saint-Jean-Pont-de-Pierre”). Inną nieistniejącą kaplicą jest kaplica Saint-Thuriau.
Kaplica została wzniesiona w 1727 roku na miejscu zniszczonej średniowiecznej świątyni. W 1885 roku została częściowo odbudowana po zniszczeniach. Jest poświęcona św. Janowi Chrzcicielowi, przywoływanemu w przypadku chorób ocznych i św. Kornély'emu w celu ochrony rogatych zwierząt. 
W tej wiosce co roku, do 1945 roku odbywał się targ koni, podczas którego początkowo Templariusze z Jerozolimy sprzedawali konie, które schwytali w mieście Duault, gdzie wychowywały się w pół wolności

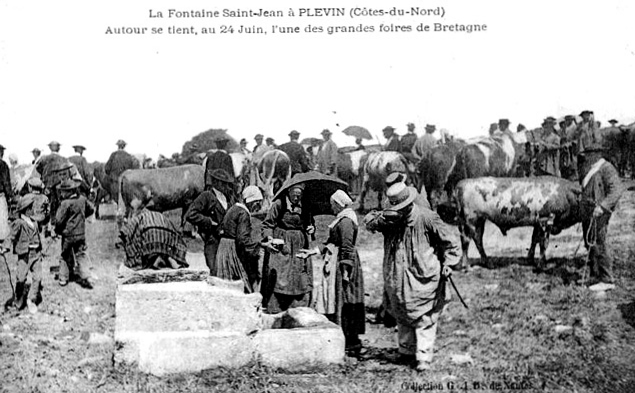
Plévin Foire Saint-Jean

W 1990 roku został wyremontowany dach, a w 2001 roku witraże.